# Arvid Noe
Arvid Darre Noe, pseudonimo con cui era conosciuto in ambito sanitario Arne Vidar Røed (Norvegia, 23 luglio 1946 – Horten, 24 aprile 1976) era un marinaio norvegese, identificato come la prima persona di cui si abbia notizia, che abbia contratto l'HIV e sia morto di AIDS fuori dagli Stati Uniti d'America.
È la seconda persona conosciuta a morire di AIDS dopo Robert Rayford, un sedicenne originario di St. Louis, Missouri, che trovò la morte nel maggio 1969.

## Biografia
Noe iniziò la sua carriera nella marina mercantile nel 1961, all'età di 15 anni. Come stabilito dal giornalista Edward Hooper, Noe visitò l'Africa per due volte durante i suoi viaggi; la prima volta dal 1961 al 1962 a bordo del Hoegh Aronde, lungo la costa occidentale dell'Africa fino Douala. In quel periodo contrasse la gonorrea. Tornò in Africa nel 1964, quando raggiunse il porto della città di Mombasa. Nel 1968 Noe concluse la sua carriera da marinaio e cominciò a lavorare come camionista in tutta l'Europa (soprattutto in Germania). A partire dal 1966 cominciò a soffrire di dolori articolari, linfoadenopatia, e varie infezioni polmonari. Le sue condizioni rimasero stabili fino al 1975, quando i sintomi peggiorarono, sviluppando difficoltà di controllo delle capacità motorie e demenza; in breve morì. In seguito sia sua moglie che sua figlia di nove anni accusarono sintomi simili, morendo entrambe nel 1977.
Circa 10 anni dopo il decesso di Noe e con le nuove tecniche di ricerca biologica, il professor Stig Sophus Frøland dell'Oslo National Hospital scoprì nel sangue di Noe, della moglie e della figlia, tracce di virus HIV. Basandosi sulle testimonianze e ricercando nel suo passato, pare che Noe abbia contratto il virus nel Camerun tra il 1961 ed il 1962, periodo di intensa vita sessuale con le donne del posto, comprese prostitute. Noe si infettò con il virus HIV-1 gruppo O, sottotipo che all'inizio degli anni Sessanta era prevalente nel Camerun. Durante la sua attività di camionista, si trovava nella condizione di sieropositivo asintomatico e, tra il 1968 ed il 1972, Noe ebbe numerosi rapporti con prostitute e con ogni certezza trasmise l'HIV a molte di loro, che di conseguenza contagiarono gli altri clienti.
Per molti anni la sua vera identità non fu conosciuta: Arvid Noe era semplicemente uno pseudonimo usato per preservare la riservatezza del soggetto in un periodo nel quale ancora non esistevano mezzi di tutela per la privacy. Fu solo in seguito che si scoprirono, grazie ad un documentario realizzato per la televisione tedesca, le sue vere generalità.